# Chágoda
Chágoda (ruso: Ча́года) es un asentamiento de tipo urbano de Rusia, capital del ókrug municipal homónimo en la óblast de Vólogda.
En 2023, el asentamiento tenía una población de 5603 habitantes. Se ubica en la esquina suroccidental de la óblast, a orillas del río Chagodoshcha.

## Historia
Se ubica en una zona de ríos arenosos, por lo que desde el siglo XIX se fabricaba vidrio en las localidades rurales del entorno. En 1926, la Unión Soviética fundó la localidad para asentar aquí una fábrica de vidrio que centralizase la producción de la zona. En sus primeros años fue un mestechko llamado "Beli Bychok" (Белый Бычок), diseñado por el conocido arquitecto Noi Trotski, en una combinación de constructivismo y arquitectura de madera rusa que se conserva como monumento histórico. Adoptó el estatus de capital distrital en 1927, cuando se definieron los raiones de la óblast de Leningrado, y el de asentamiento de tipo urbano en 1932. En 1937, el raión pasó a formar parte de la óblast de Vólogda.